# Jadružský jasan
Jadružský jasan je památný strom ve vesnici Jadruž, části městyse Stráž, jihozápadně od Boru. Zdravý jasan ztepilý (Fraxinus excelsior) roste před vjezdem do dvora u rybníčku na návsi v nadmořské výšce 510 m. Obvod jeho kmene měří 300 cm a koruna stromu dosahuje do výšky 25 m (měření 1980). Jasan je chráněn od roku 1981 pro svůj vzrůst.

## Stromy v okolí
- Jadružský smrk
- Rájovská trojice